# Laïka
Pour les articles homonymes, voir Laïka (homonymie).
Laïka (en russe : Лайка, « petit aboyeur » ; 1954 – 3 novembre 1957)  est une chienne du programme spatial soviétique et le premier être vivant mis en orbite autour de la Terre. Elle fut lancée par l'URSS à bord de l'engin spatial Spoutnik 2 le 3 novembre 1957, un mois après le lancement du premier satellite artificiel Spoutnik 1.
Après le succès de Spoutnik 1, le dirigeant soviétique Nikita Khrouchtchev exigea le lancement d'un second engin pour le 7 novembre afin de célébrer le 40e anniversaire de la révolution russe. Dans l'urgence, sans étude préalable, Spoutnik 2 fut construit en quatre semaines.
Laïka mourut environ 7 heures après le lancement, probablement de stress et d'une surchauffe causée par une défaillance du système de régulation de température. Les véritables causes de sa mort ne furent révélées que plusieurs décennies après la mission. Selon les versions qui subsistèrent jusqu'aux révélations du docteur Dimitri Malachenkov en 2002, elle serait morte en consommant de la nourriture empoisonnée — qui aurait été préparée pour lui éviter de souffrir de la chaleur lors du retour de Spoutnik 2 dans l'atmosphère — ou d'une asphyxie causée par l'épuisement de ses réserves d'oxygène.
Par ailleurs, on pensait jusqu'alors que Laïka était restée vivante quatre jours dans l'habitacle de l'engin spatial. La capsule spatiale se consuma le 14 avril 1958 en rentrant dans l'atmosphère terrestre.
En dépit de la mort de Laïka, l'expérience prouva qu'un être vivant pouvait survivre à une mise en orbite autour de la Terre et subir les effets de l'impesanteur (Laïka n'étant morte qu'après cette étape). La mission Spoutnik 2 prépara le terrain pour le vol spatial de l'Homme en fournissant aux scientifiques les premières données sur les réactions des organismes vivants dans l'espace.

## Contexte
Le succès de Spoutnik 1, premier satellite artificiel lancé le 4 octobre 1957, avait eu un retentissement mondial auquel les dirigeants de l'URSS ne s'attendaient pas. Leur dirigeant, Nikita Khrouchtchev, décida de faire des succès soviétiques dans le domaine de l'astronautique un des piliers de la propagande du régime soviétique. Quelques jours après le lancement de Spoutnik 1, Khrouchtchev convoque Sergueï Korolev, le responsable du programme spatial soviétique, pour avoir des détails sur le déroulement du vol. Il lui demande incidemment si son équipe peut réaliser une nouvelle mission pour marquer avec éclat le quarantième anniversaire de la révolution d'Octobre qui doit avoir lieu le 7 novembre 1957 soit dans à peine un mois. Korolev répond que ses équipes peuvent à coup sûr placer en orbite à cette date un chien. Khrouchtchev demande à Korolev de réaliser cette mission en lui donnant pour consigne impérative de respecter la date de lancement visée mais en lui accordant une priorité absolue pour tous les aspects logistiques. La décision est officialisée le 12 octobre. À la suite du succès de Spoutnik 1, Korolev avait accordé des congés à tous ses responsables qui n'avaient pas pris un seul jour de vacances depuis plusieurs années. À la suite de la décision de Khrouchtchev il les fait rappeler en urgence pour travailler sur la nouvelle mission qui doit être lancée dans quatre semaines.

## Spoutnik 2
Un satellite plus sophistiqué, baptisé objet D et pouvant emporter à son bord un être vivant, était à l'époque à l'étude, mais il ne pouvait être prêt avant décembre ; cet engin spatial sera lancé dans le cadre de la mission Spoutnik 3. Pour respecter l'échéance imposée, un nouvel engin spatial, moins sophistiqué, est conçu à la hâte. En conséquence, Spoutnik 2 fut réalisé dans l'urgence, la plupart des éléments du vaisseau étant construits à partir de croquis approximatifs, sans essais préalables. En plus de sa mission principale — envoyer un être vivant dans l'espace — Spoutnik 2 contenait une série d'instruments scientifiques, notamment des spectromètres pour étudier les radiations solaires et les rayons cosmiques.
Spoutnik 2 était pourvu d'un système de support de vie constitué par un générateur de dioxygène ainsi que de dispositifs permettant d'éviter l'hyperoxie et d'absorber le dioxyde de carbone. Un ventilateur, qui s'activait lorsque la température de la cabine dépassait 15 °C, fut ajouté pour maintenir la chienne au frais. Celle-ci était munie d'une combinaison et de sangles permettant de limiter ses mouvements dans l'étroite cabine capitonnée. Un réservoir de caoutchouc, destiné à recueillir ses urines et excréments était fixé à son bassin. Un électrocardiogramme enregistrait la fréquence cardiaque et d'autres instruments surveillaient le taux respiratoire, la pression artérielle et les mouvements de la chienne,.

## Entraînement
L'animal, qui plus tard sera appelé Laïka, était une chienne ramassée dans les rues de Moscou. C'était une chienne bâtarde, âgée d'environ trois ans, et pesant près de 6 kg. Le personnel soviétique qui l'a recueillie lui a donné plusieurs noms et surnoms, parmi lesquels Kudryavka (« petite bouclée »), Joutchka et Limontchik.
Laïka, nom russe signifiant « aboyant » et désignant des chiens bâtards proches du husky sibérien, fut le nom popularisé à travers le monde. La presse américaine la surnommait Muttnik (« mutt » signifiant « chien bâtard » + le suffixe -nik), calembour de « Spoutnik », ou l'appelait Curly (« Frisette » en français). Son pedigree est inconnu, bien qu'il soit couramment accepté qu'elle était probablement née d'un croisement d'un husky (ou d'une autre race nordique) et d'un terrier.
L'URSS et les États-Unis avaient précédemment envoyé des animaux en vols suborbitaux, notamment sur des missiles soviétiques R-1 en 1951 et 1952. Trois chiens ont été formés pour le vol de Spoutnik 2 : Albina, Mouchka et Laïka, les premiers êtres vivants envoyés dans l'espace étant des insectes à bord d'un V2 capturé et modifié par les États-Unis en 1947. Ce fut le scientifique russe Oleg Gazenko qui sélectionna et entraîna Laïka. Albina vola deux fois sur une fusée-sonde lors de tests en haute-altitude, et Mouchka fut utilisée pour tester l'instrumentation et l'équipement autonome de survie,.
Pour habituer les chiens au confinement dans la cabine exiguë de Spoutnik 2, ils furent maintenus dans des cages de plus en plus petites pendant des périodes pouvant dépasser 20 jours. Leur étroit confinement eut pour effet de faire cesser leurs besoins et de les rendre agités, détériorant leur état. Alors que l'utilisation de laxatifs n'améliorait pas leur état, les chercheurs constatèrent que seules de longues périodes de formation étaient efficaces. Les chiens furent placés dans une centrifugeuse, qui simulait l'accélération subie au lancement de la fusée, ainsi que dans des machines reproduisant les bruits à bord du vaisseau spatial. Ces conditions expérimentales avaient pour incidence le doublement de leur rythme cardiaque et l'augmentation de leur pression sanguine qui passa de 30 à 65 torr. On les habitua également à consommer un gel nutritif à base d'aliments en poudre et d'eau, leur seule nourriture dans l'espace.

## Déroulement du vol

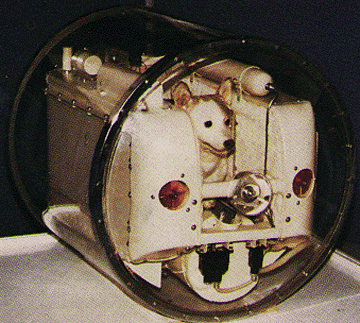
Maquette de la cabine de Laïka.

Selon un document de la NASA, Laïka fut placée dans le satellite le 31 octobre 1957, trois jours avant le début de la mission. Les températures à Tyuratam, près du cosmodrome de Baïkonour, étaient extrêmement froides à cette époque de l'année, si bien qu'un tuyau relié à un radiateur fut utilisé pour maintenir sa cabine au chaud. Deux assistants furent affectés à sa surveillance avant le lancement. Juste avant le décollage, le 3 novembre 1957, le pelage de Laïka fut épongé à l'aide d'une solution faiblement alcoolisée et soigneusement toiletté. On enduisit d'iode les parties de son corps où des électrodes seraient implantées pour surveiller ses fonctions corporelles.
Au maximum d'accélération lors du lancement, le rythme respiratoire de Laïka grimpa jusqu'à trois à quatre fois son rythme normal. Les sondes montrèrent que sa fréquence cardiaque était de 103 battements par minute (bpm) avant le lancement et avait atteint 240 bpm au début de l'accélération. Après que Spoutnik 2 eut atteint son orbite, la coiffe protectrice fut larguée avec succès. Cependant, le dernier étage du lanceur ne se sépara pas comme prévu, empêchant le système de régulation thermique de fonctionner correctement. Une partie de l'isolation thermique se déchira, ce qui éleva la température de la cabine à 40 °C. Après trois heures en impesanteur, le pouls de Laïka était revenu à 102 bpm ; le retour au rythme cardiaque « normal » prit trois fois plus de temps que lors des essais au sol, signe du stress enduré par la chienne. Les premiers relevés indiquèrent que Laïka était agitée mais qu'elle mangeait sa nourriture. Cependant, au bout d'approximativement cinq à sept heures de vol, Laïka ne donna plus aucun signe de vie,.
Pendant quelques années, des rumeurs circulèrent sur les circonstances exactes de la mort de Laïka, l'URSS donnant des versions contradictoires : selon les unes, elle serait morte d'asphyxie à la suite de la décharge des batteries, selon d'autres elle aurait été euthanasiée au moyen d'une portion de nourriture empoisonnée. En 1999, plusieurs sources russes avançaient qu'elle serait morte au bout de quatre jours en raison de la surchauffe de la cabine. En octobre 2002, le docteur Dimitri Malachenkov, l'un des scientifiques responsables de la mission, révéla que Laïka périt environ cinq à sept heures après le lancement, d'une défaillance dans le système de régulation de température et du stress. Selon un rapport qu'il présenta au World Space Congress à Houston (Texas), « il s'est avéré pratiquement impossible de créer un système de régulation de température fiable en si peu de temps »,. Spoutnik 2 fut finalement détruit (avec la dépouille de Laïka) en rentrant dans l'atmosphère terrestre le 14 avril 1958 au-dessus des Antilles, cinq mois plus tard, après avoir effectué 2 570 rotations autour de la Terre.

## Réactions
En pleine guerre froide, la compétition entre Soviétiques et Américains pour l'exploration de l'espace et l'épineuse et polémique question des droits de l'homme en URSS éclipsèrent la question du sort de Laïka. Comme le montrent les journaux de 1957, la presse était davantage préoccupée par les questions politiques. Ce n'est que plus tard qu'émergèrent les polémiques sur le sort de Laïka. La mission Spoutnik 2 ne prévoyait pas de récupérer Laïka, sacrifiée dans l'expérience, au plus tard lors de la rentrée dans l'atmosphère. Le débat international sur la question de la maltraitance à l'égard des animaux et de l'expérimentation animale pour les besoins de la science dépassait largement son seul cas.
Au Royaume-Uni, la National Canine Defence League (depuis renommée Dogs Trust et travaillant pour le bien-être des chiens) appela tous les propriétaires de chiens à observer une minute de silence par jour pendant le vol de Laïka, tandis que la Royal Society for the Prevention of Cruelty to Animals (RSPCA) reçut des protestations avant même que l'URSS ait fini d'annoncer le succès du lancement. Alors que le Goulag et le sort des dissidents et des refuzniks n'émouvaient encore que fort peu en Occident (et étaient niés par l'URSS et ses sympathisants), les associations de protection des animaux se mobilisèrent pour inciter le public à manifester devant les ambassades soviétiques.
En France, le comité de direction de la Société protectrice des animaux, au nom de toutes les fédérations régionales de la Société protectrice des animaux (SPA), communiqua à l'agence TASS que les fédérations de la SPA ressentaient de « fortes émotions, et dégoût, devant le fait établi qu'un être innocent [soit envoyé] à une mort certaine […] au nom de la science ».
En URSS, le système politique à parti unique, le PCUS, n'admettait aucune polémique : contester les autorités, c'était « trahir la patrie socialiste », et ni les médias, ni les livres des années suivantes, ni le public ne remirent en cause le sacrifice de Laïka. Ce n'est qu'en 1998, sept ans après l'effondrement du régime soviétique, qu'Oleg Gazenko, l'un des scientifiques responsables de la mission, osa exprimer des regrets : « Plus le temps passe, plus je suis désolé à son sujet. Nous n'aurions pas dû le faire… Nous n'avons pas appris suffisamment de cette mission pour justifier la mort de la chienne »,,.

## Postérité

### Hommages
La chienne Laïka figure sur le bas-relief du Monument des Conquérants de l'Espace de Moscou, érigé en 1964 et une statue, située près du complexe de recherche militaire où Laïka fut entraînée pour son vol dans l'espace, a été inaugurée à sa mémoire à Moscou en 2008,. Laïka est un thème souvent représenté sur les timbres de nombreux pays notamment des pays du bloc soviétique : URSS, Tchécoslovaquie et Roumanie (1,20 Lei) (1957), Albanie (1962), Hongrie et Mongolie (1963), Pologne (1964), Émirats arabes unis (1971), Congo RD (50 F) (1992), Hongrie (350 ft) (2007). En France, un monument à Laïka (Frisette) fut érigé en 1958 au cimetière des animaux de Villepinte. On y lit « À Frisette et ses semblables, morts sans sépultures, martyrs de la science. »

### Représentations dans les arts et la culture populaire

#### Filmographie

##### Télévision
- Laïka apparait dans le générique de début de la série animée Planetes (NHK, 2003), dans sa capsule.

#### Musique
Plusieurs chanteurs et groupes musicaux évoquent Laïka et son aventure.
- Le groupe espagnol Mecano lui rend hommage dans son album Entre el cielo y el suelo (1986) avec sa chanson Laïka.
- La phrase Laika Come Home (« Laïka, reviens chez toi ») a été donnée comme titre à un album de remixes de titres de Gorillaz par Spacemonkeyz sorti en 2002.
- Le chanteur et compositeur Will Wagner (du groupe de punk-rock australien The Smith Street Band) a écrit une chanson en hommage à Laïka sur l'album du même nom sorti en 2013.
- Le clip du titre « Moan » de l'artiste danois Trentemøller est dédié à Laïka.
- Un instrumental, Laika's Theme, figure sur l'album Absent Friends (2004) de The Divine Comedy. Elle y est aussi évoquée dans la chanson Absent Friends elle-même.
- Laïka est un groupe britannique de post-rock et de musique électronique formé en 1993 à Londres.
- Le groupe de rock indépendant Sticky fingers lui a dédié une musique intitulée tout simplement Laika.
- Le chanteur liégeois Jeronimo lui dédie la chanson La chienne de Baïkonour sur son album 12h33, en 2005[28].
- Pour le Concours Eurovision de la chanson 2025, l'Irlande choisit la chanson Laika Party interprétée par Emmy[29]. Les paroles rendent hommage à la chienne et inventent un scénario plus heureux dans lequel elle ne meurt pas.

#### Littérature

##### Bande dessinée
- Dans la bande dessinée américaine, le personnage de Marvel Comics Cosmo est inspiré de Laïka. En 2007, l'auteur indépendant américain Nick Abadzis consacre une bande dessinée, Laïka, à l'histoire de Laïka. Ce personnage effectue par ailleurs un caméo dans Les Gardiens de la Galaxie Vol. 2 et joue un rôle secondaire dans Les Gardiens de la Galaxie Vol. 3.
- Elle joue un rôle important dans la série The Manhattan Projects de Jonathan Hickman et Nick Pitarra.

#### Homonymie
- Le nom du studio d'animation Laika est également un hommage à la chienne[30].

#### Théâtre
- Le dramaturge Scali Delpeyrat évoque le triste destin de Laïka, la Petite Aboyeuse, dans sa pièce Le Ménisque[31]. Et Arthur C. Clarke donne le nom de Laïka à l'animal de sa nouvelle Le Chien de la lune (1962).